# Largo di Torre Argentina
Largo di Torre Argentina – plac znajdujący się pomiędzy Cyrkiem Flaminiusza a Polem Marsowym w Rzymie. Znajdują się na nim pozostałości budowli z okresu republiki: czterech niewielkich świątyń oraz wschodniego krańca portyku Teatru Pompejusza, a także kilku mniejszych obiektów, m.in. portyku Minucjusza, biur i publicznych latryn.
Plac został utworzony po wyburzeniu znajdującej się w tym miejscu średniowiecznej zabudowy w latach 1926–1928. Wtedy też odsłonięto znajdujące się pod powierzchnią pozostałości starożytnych budowli. Pierwotny plan zabudowy udało się odtworzyć dzięki pracom archeologicznym oraz informacjom zawartym w Forma Urbis Romae. Ze względu na niedbałości podczas przeprowadzonych w 1929 roku wykopalisk, chronologia i identyfikacja znajdujących się na placu świątyń jest niepewna. Zwyczajowo oznacza się je literami od A do D.
Świątynia A powstała przypuszczalnie w III wieku p.n.e., pierwotnie jako amfiprostylos w porządku doryckim. Na przełomie II i I wieku p.n.e. dobudowano perypteros liczący 6×9 kolumn w porządku korynckim oraz dodano stiukowe zdobienia. Cella miała wymiary 9,5×16 m. Całość posadowiona była na wysokim podium wykonanym z tufu o wymiarach 15×27,5 m. W XII wieku na gruzach świątyni wzniesiony został kościół San Nicola dei Cesarini. Na jej tyłach dobudowano wówczas dwie widoczne dzisiaj apsydy.
Świątynia B, najmłodsza w całym kompleksie, datowana jest na okres po 100 roku p.n.e. Była to okrągła budowla o średnicy 15,5 m, wsparta na kolumnach w porządku korynckim (zachowało się 6). Dzięki zachowanej inskrypcji wiadomo, że była poświęcona bogini Fortunie (Fortuna Huiusce Diei), a wystawił ją Kwintus Lutacjusz Katulus dla uczczenia zwycięstwa w bitwie pod Vercellae w 101 roku p.n.e. Cella miała średnicę 15,5 m, całość zaś posadowiona była na wysokim podium.
Świątynia C uważana jest za najstarszą i datowana na przełom IV i III wieku p.n.e. Był to tetrastylos w porządku toskańskim z portykami po bokach, posadowiony na podium z tufu o wymiarach 17,1×30,5 m. Przed świątynią stał ołtarz, wystawiony przypuszczalnie w 174 roku p.n.e. przez Aulusa Postumiusza Albinusa. Zachowały się mozaiki podłogowe, pochodzące z przebudowy dokonanej po pożarze z 80 roku n.e., oraz głowa z kolosalnego posągu bogini znaleziona obok świątyni.
Świątynia D jest największą z czterech, mierzącą 23,5×37 m. Jej plan może być jednak tylko częściowo odtworzony, znaczna część budowli znajduje się bowiem pod powierzchnią dzisiejszej via Florida. Była to prosta konstrukcja w porządku toskańskim posadowiona na betonowym podium, powstała przypuszczalnie na początku II wieku p.n.e. i przebudowana około stulecie później.

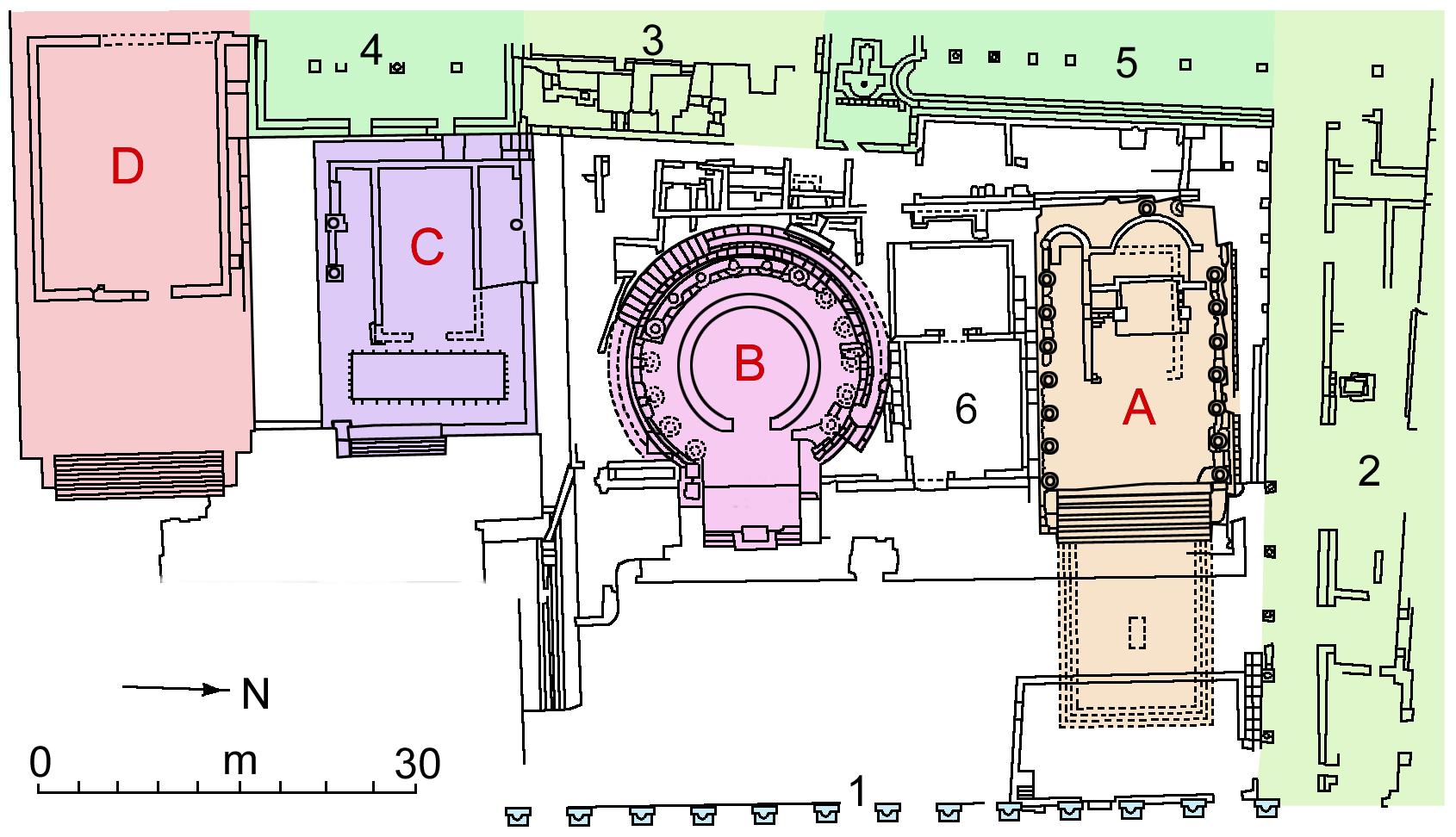
Plan ogólny
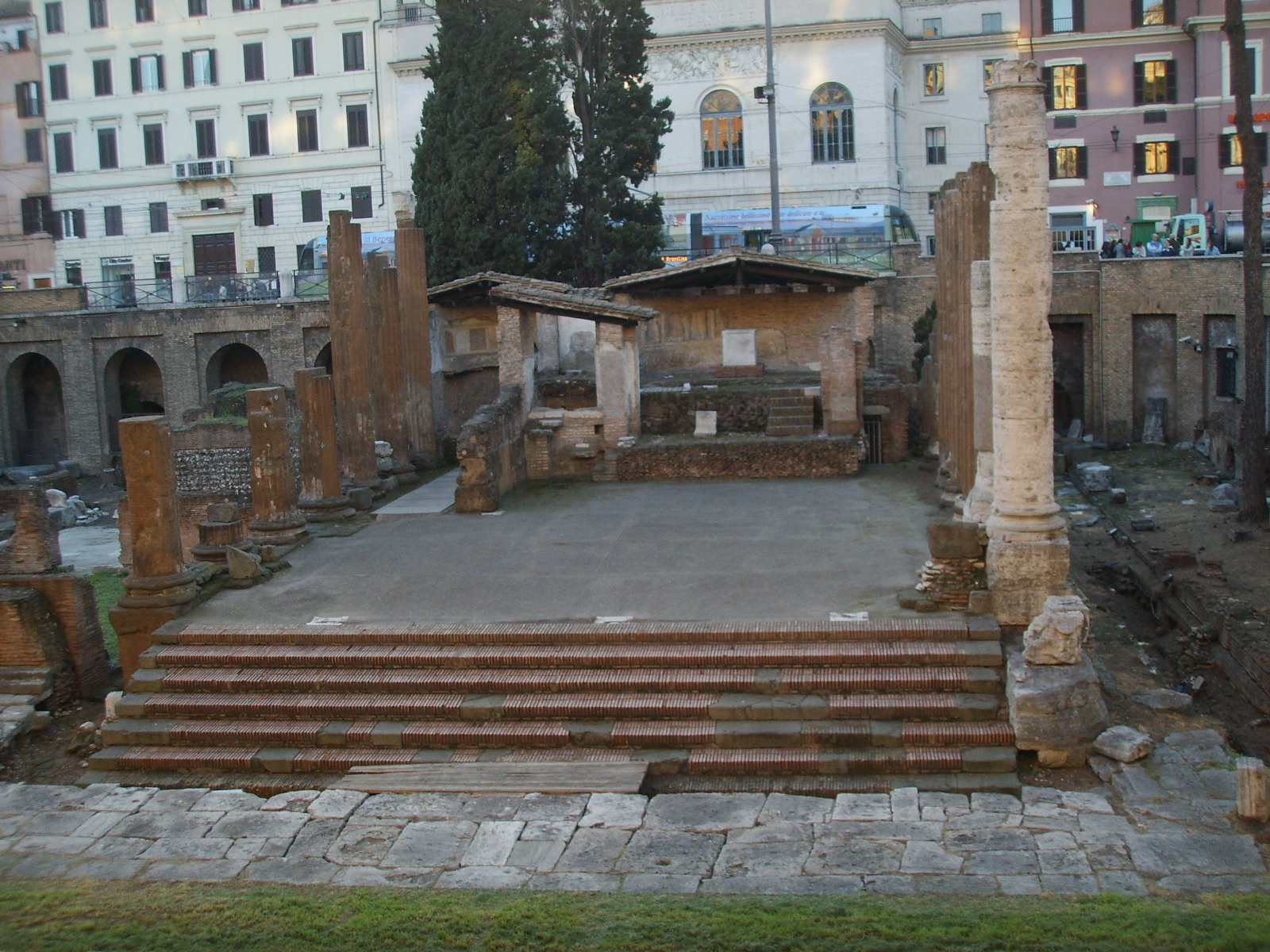
Świątynia A
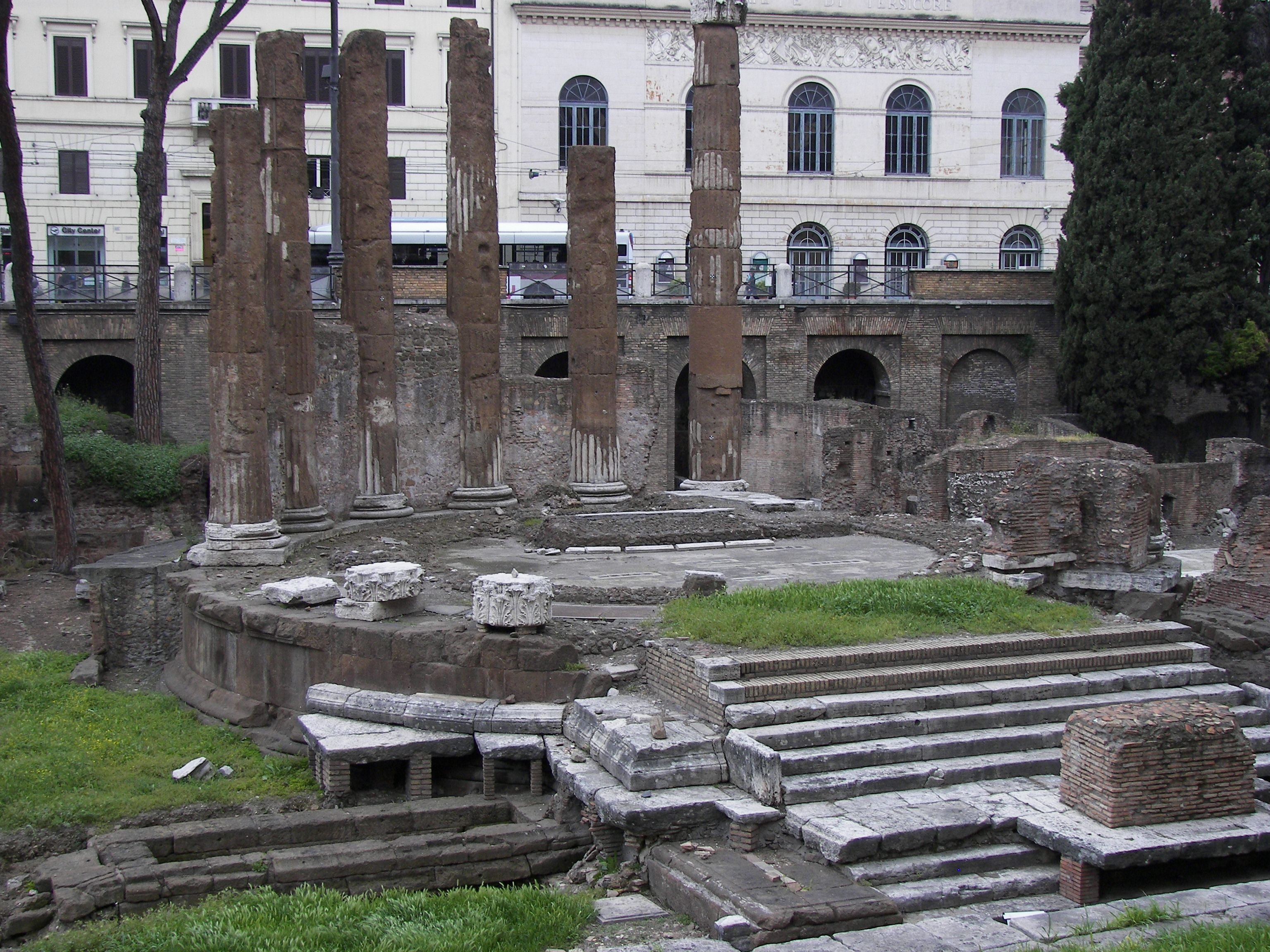
Świątynia B
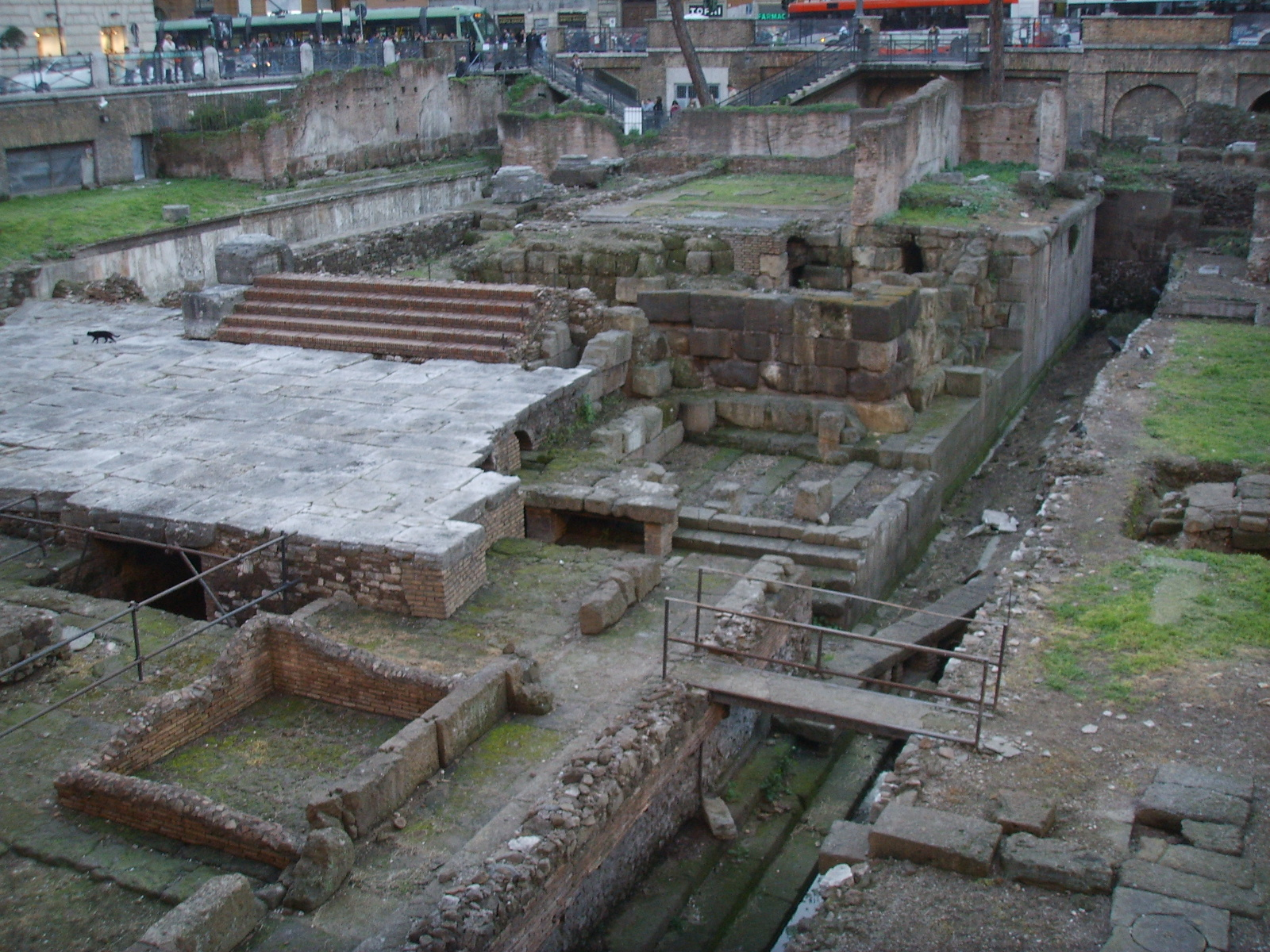
Świątynia C
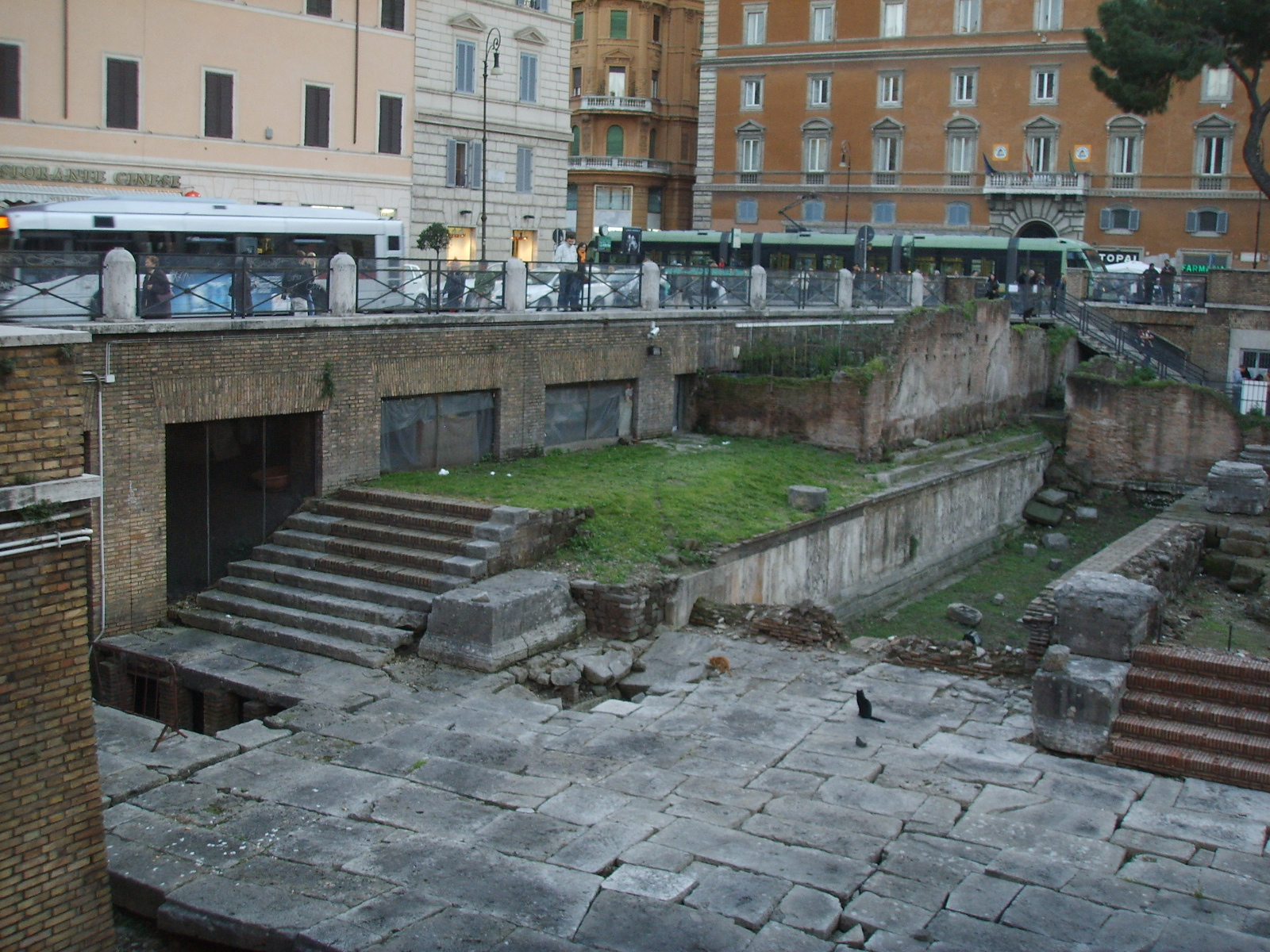
Świątynia D